# 瑞典皇家藝術學院
瑞典皇家藝術學院（英文：Royal Swedish Academy of Fine Arts，瑞典文：Kungliga Akademienförde fria konsterna），俗稱皇家學院，位於瑞典斯德哥爾摩。 它是促進繪畫，雕塑，建築和其他美術發展的獨立組織，是幾家瑞典皇家學院之一。皇家藝術學院曾經是皇家學院不可分割的一部分，於1978年作為一個獨立實體在教育部的直接監督下成立。

## 歷史
1735年，卡爾·古斯塔夫·泰辛在斯德哥爾摩城堡成立了繪畫學校，並將其命名為皇家繪畫學院。它以當時的法國學院為原型，是知名藝術家和藝術鑑賞家的聚會場所。畫家紀堯姆·塔拉瓦爾，約翰·亨里克·謝菲爾和奧洛夫·阿雷紐斯以及建築師卡爾·霍勒曼在那裡教書，第一批學生包括約翰·帕施。
1766年，該院根據議會法令擴大了活動範圍。1768年，它的名稱更改為皇家繪畫雕塑學院。1773年，國王古斯塔夫三世為該學院的組織製定了第一部規約。當時，課程涵蓋建築，圖形，解剖，視角理論和文化歷史。
18世紀後期被認為是皇家藝術學院的黃金時代，約翰·托比亞斯·塞爾格爾等當時的偉大藝術家當選為會員並在那裡任教。 1810年，它再次更名為瑞典皇家美術學院（瑞典語：Kungliga Akademienförde fria konsterna），沿用至今。
到1830年代，開始有人反對皇家學院對傳統學院藝術的承諾。此外，儘管男女都可以當選為該學院的成員，但當時只有在1864年之前得到特殊許可的女性被允許攻讀藝術學科。

## 地址
1780年，皇家繪畫雕塑學院從斯德哥爾摩城堡遷入第17座宮殿，由建築師尼古德姆·特辛在市中心的弗雷茲加坦大街上設計。建築師弗雷德里克·布洛姆於1842-1846年間重新設計，並於1893-1896年間對其進行了擴建。

## 外部連結
- The Royal Swedish Academy of Fine Arts （页面存档备份，存于）